# Тубосс
Тубосс — деревня в Вышневолоцком городском округе Тверской области. 

## География
Деревня расположена на берегу озера Тубосс в 44 км на север от города Вышний Волочек.

## История
В 1818 году в селе была построена каменная Никольская церковь с 3 престолами.
Священнослужители:
- 1891-1896 - священник Павел Предтеченский
- 1891-1901 - диакон Николай Георгиевич Малеин
- 1891-1892 - псаломщик Иван Львов
- 1892-1896 - псаломщик Александр Львов
- 1891 - псаломщик Петр Петропавловский
- 1896-1897 - священник Андрей Сорокин
- 1896-1901 - псаломщик Николай Иванович Крестников
- 1897-1901 - священник Евгений Иванович Божуков

В конце XIX — начале XX века село входило в состав Подольской волости Вышневолоцкого уезда Тверской губернии.
С 1929 года деревня являлась центром Тубосского сельсовета Вышневолоцкого района Тверского округа Московской области, с 1935 года — в составе Калининской области, с 1994 года — в составе Боровенского сельского округа, с 2005 года — в составе Коломенского сельского поселения, с 2019 года — в составе Вышневолоцкого городского округа.

## Население
| 1859 | 2002 | 2010 |
| ---- | ---- | ---- |
| 336  | ↘29  | ↘16  |

## Достопримечательности
В селе расположена действующая Церковь Николая Чудотворца (1818).